# Verve Records
Verve Records — американський джазовий лейбл, яким володіє Universal Music Group. Був заснований Норманом Гранцем 1956 року, вмістивши в себе каталоги попередніх лейблів: Clef Records і Norgran Records, а також матеріал, ліцензії на який раніше належали Mercury Records. Розташований у Санта-Моніці у Каліфорнії.
Серед артистів, що записувалися цим лейблом — інструменталісти Чарлі Паркер, Дюк Еллінгтон, Оскар Пітерсон, Діззі Гілеспі, Білл Еванс, а також вокалістки Елла Фіцджеральд та Біллі Холідей. Серед альбомів, випущених лейблом — Getz/Gilberto, що вважається класикою босанови.